# Basílica de Nossa Senhora de Copacabana

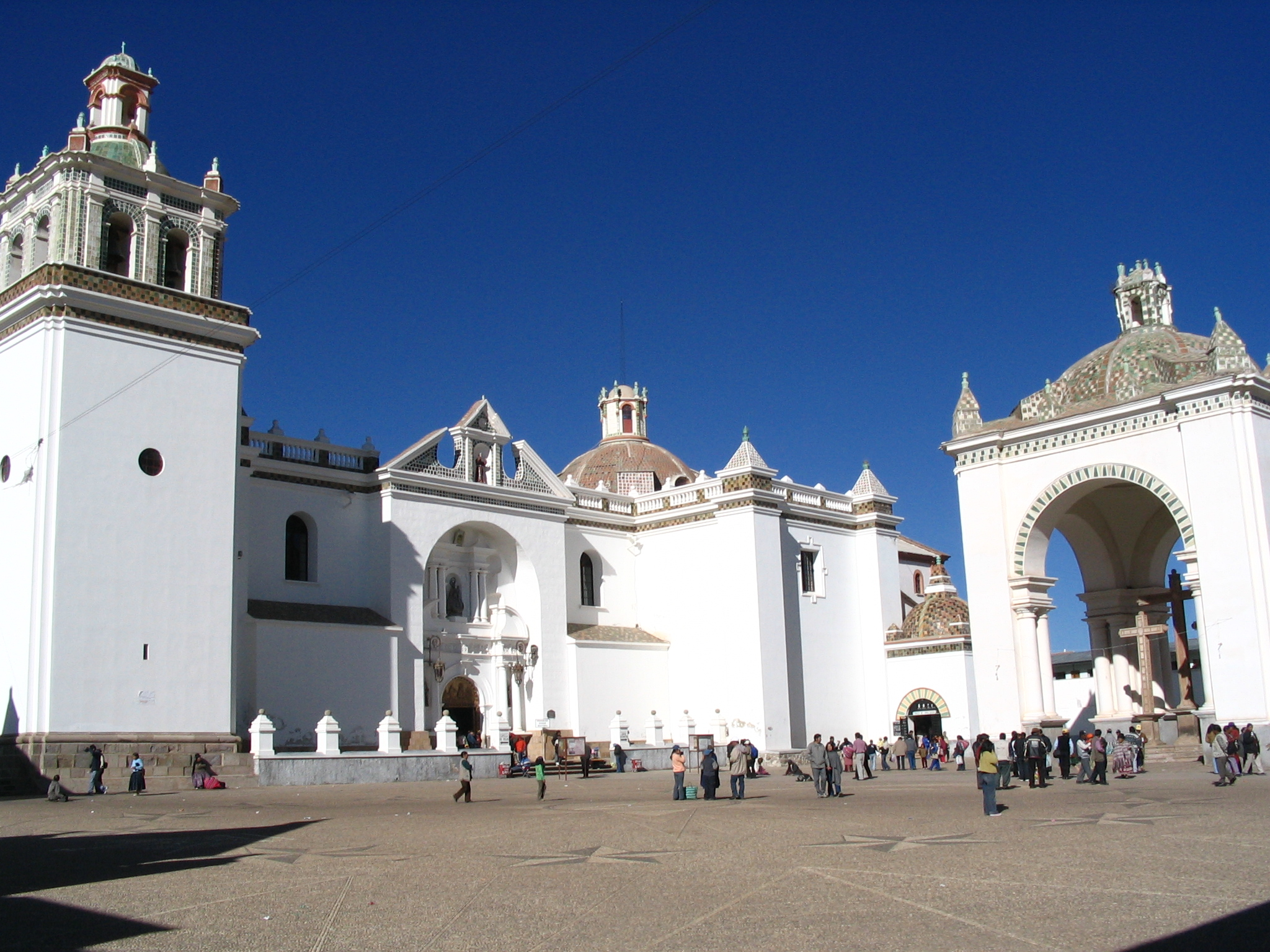
Igreja Nossa Senhora de Copacabana

A Basílica Nossa Senhora de Copacabana está situada na cidade de Copacabana, na Bolívia. É onde se encontra a imagem de Nossa Senhora de Copacabana, a padroeira da Bolívia.
A igreja foi construída no ano de 1550 em estilo renascentista e foi reconstruída entre 1610 e 1651. A reconstrução foi iniciada pelo arquiteto Francisco Jiménez de Sigüenza. 
Para complementar a capela fechada, foi construída também uma capela aberta para cerimônias ao ar livre, como já era de costume para os indígenas. A igreja, continuou tendo ampliações, pois, com o passar dos anos, foi aumentando o número de pessoas que frequentavam a igreja, tanto católicos bolivianos e peruanos quanto visitantes do mundo todo.
A imagem da santa foi talhada por Francisco Tito Yupanqui, que era de linhagem real inca. Possui a pele morena como o povo da região e é enfeitada com várias joias preciosas, ouro e prata. O seu manto é trocado de tempos em tempos, assim como suas joias.

## Imagens

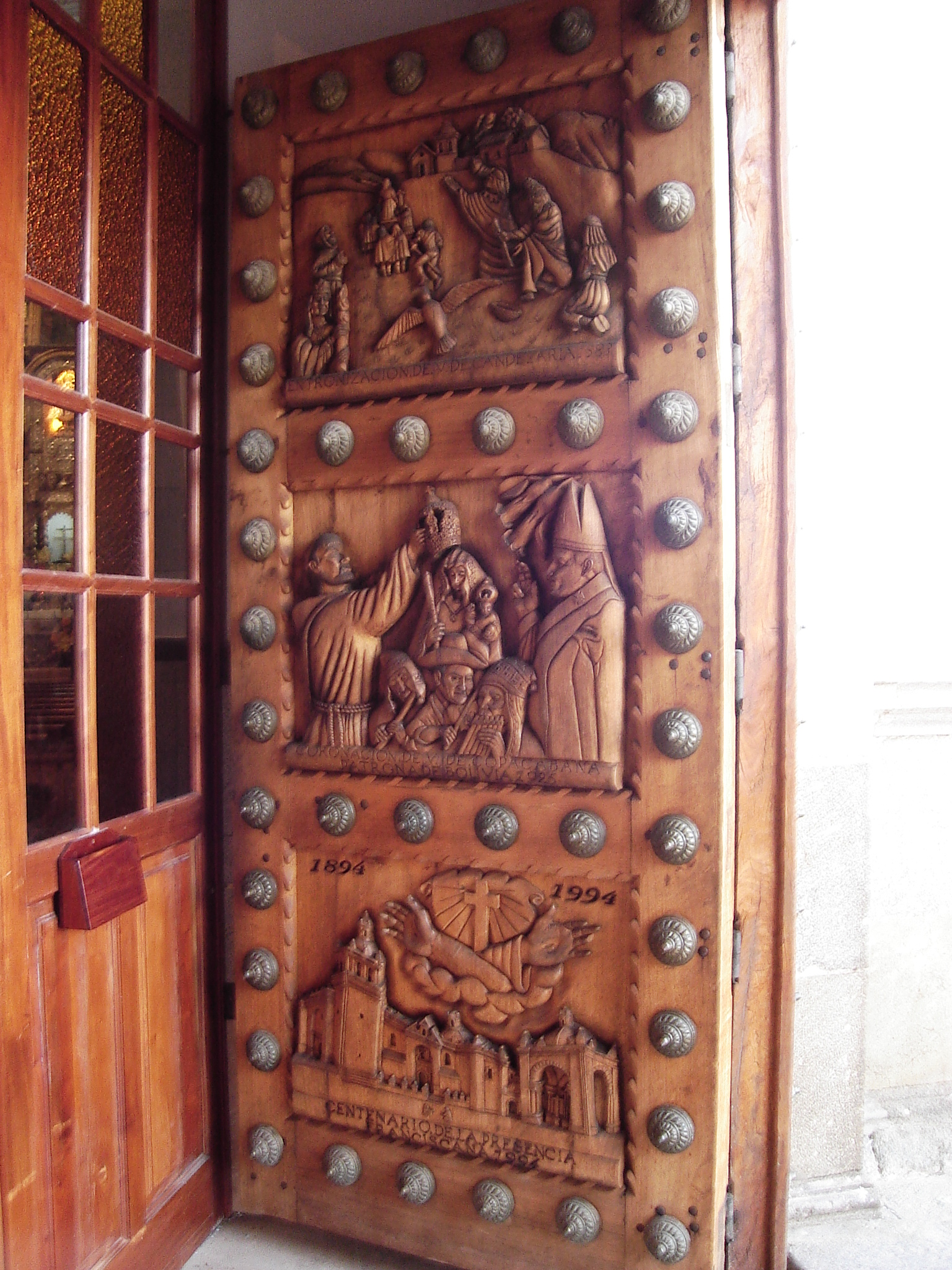
Porta da igreja Nossa Senhora de Copacabana.
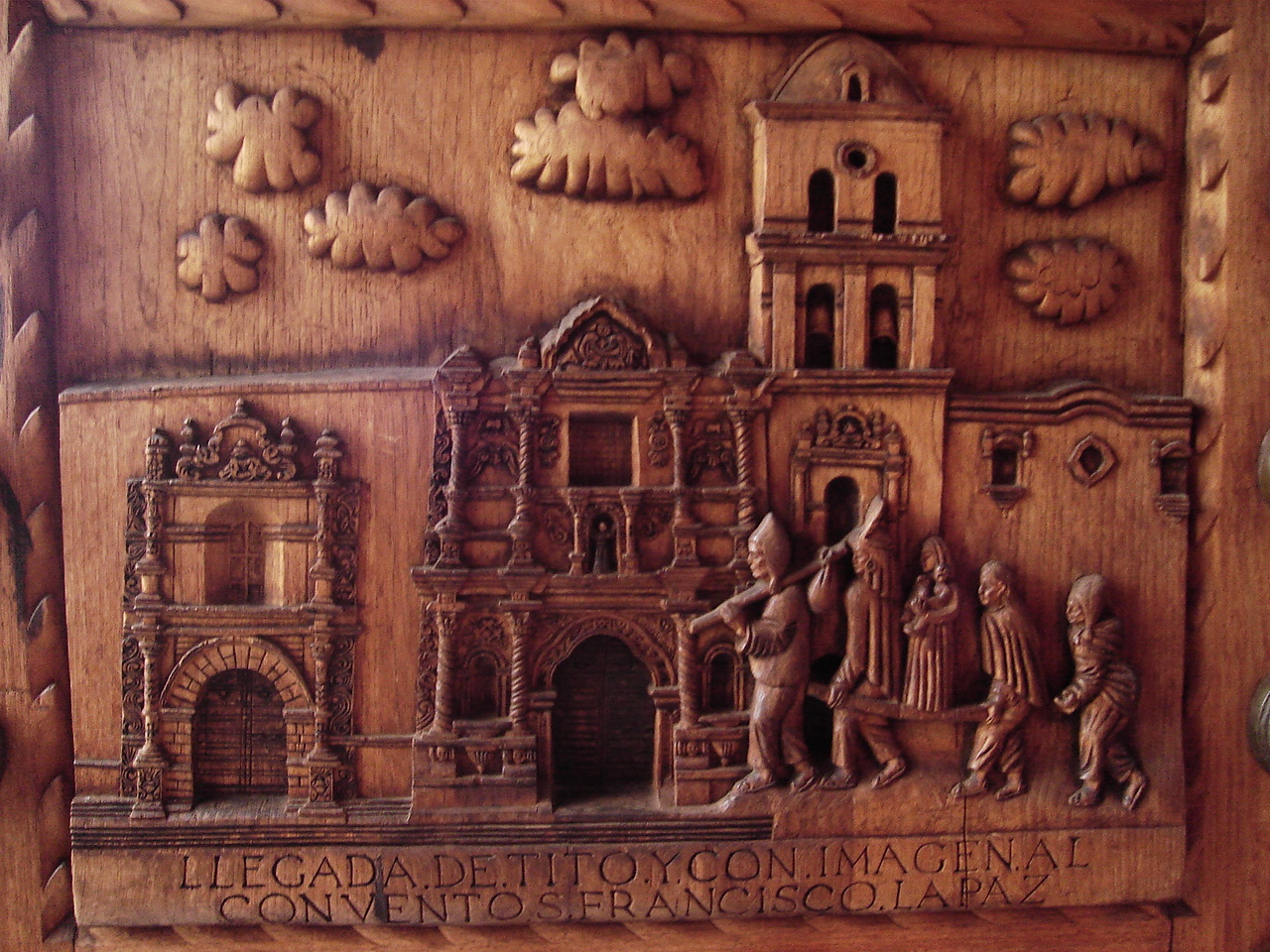
Porta da igreja Nossa Senhora de Copacabana.
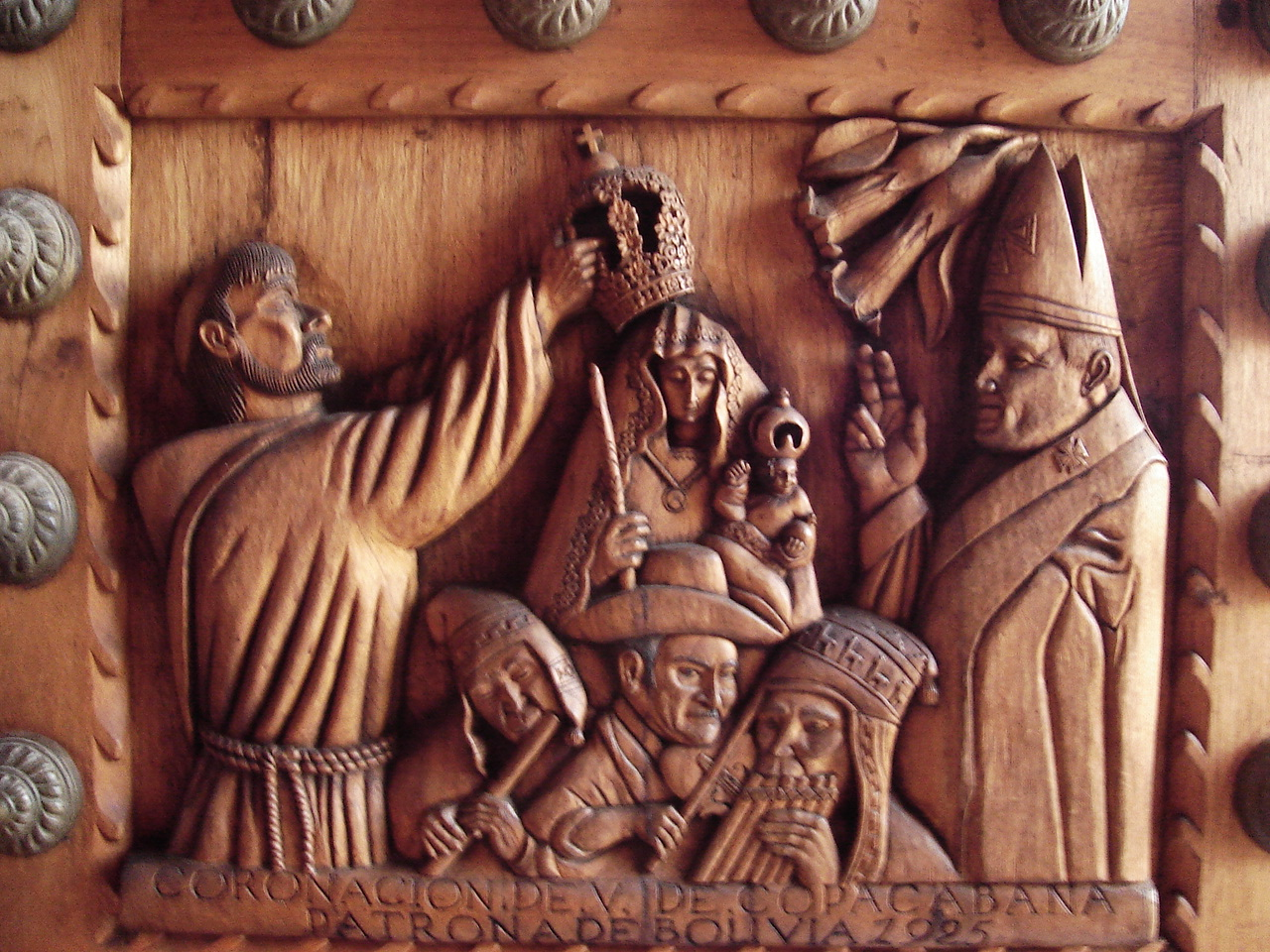
Porta da igreja Nossa Senhora de Copacabana.
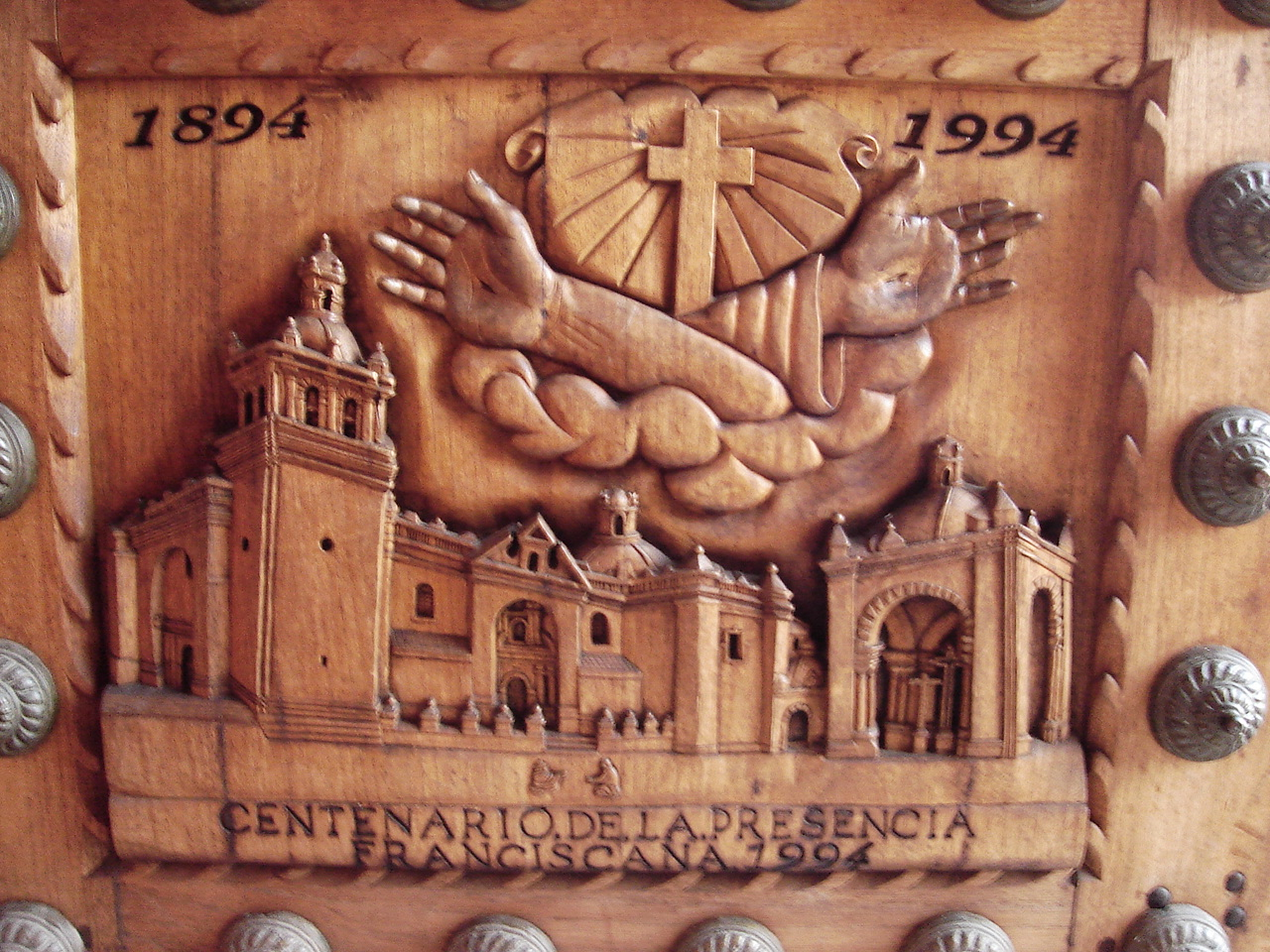
Porta da igreja Nossa Senhora de Copacabana.
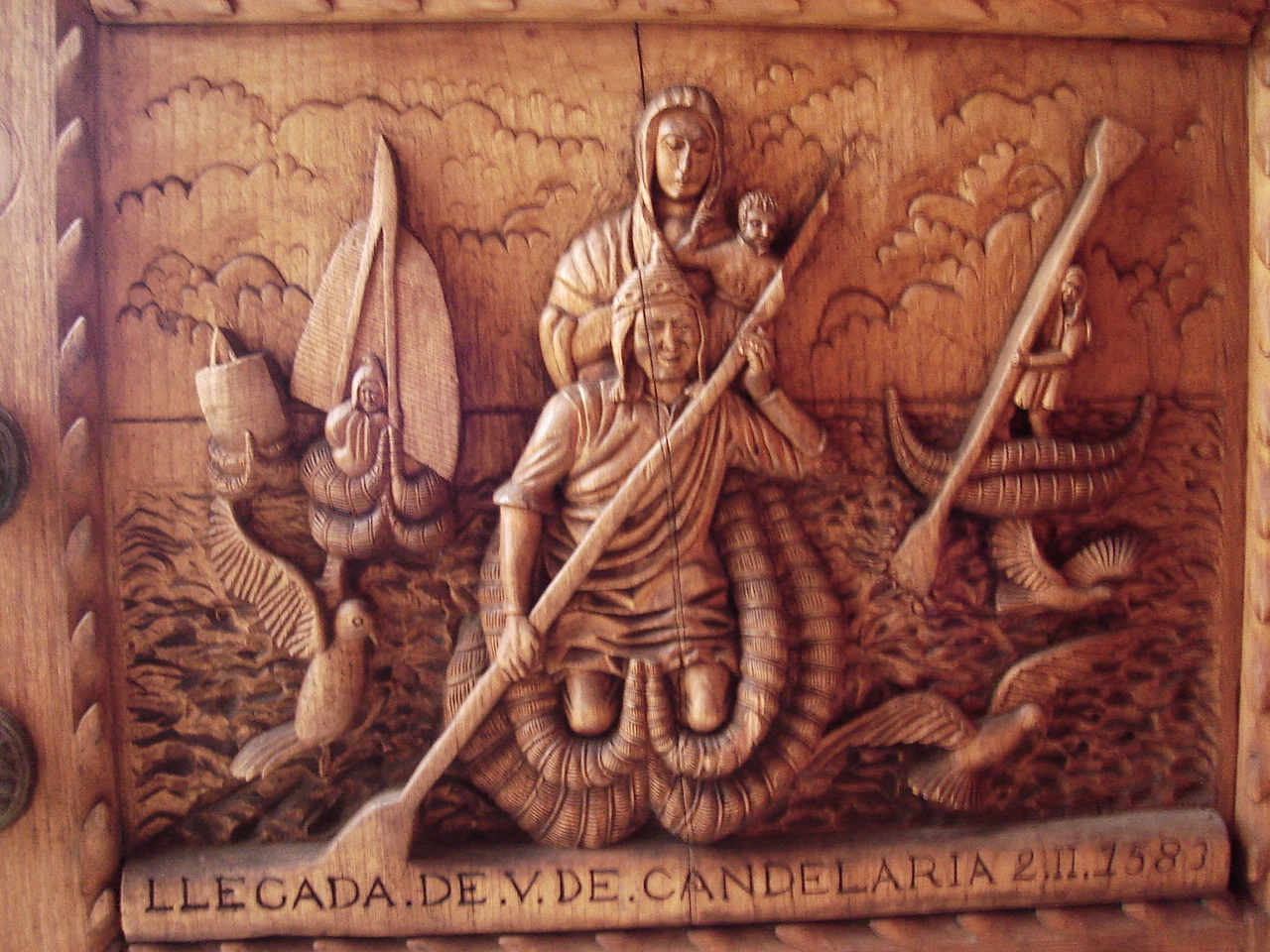
Porta da igreja Nossa Senhora de Copacabana.
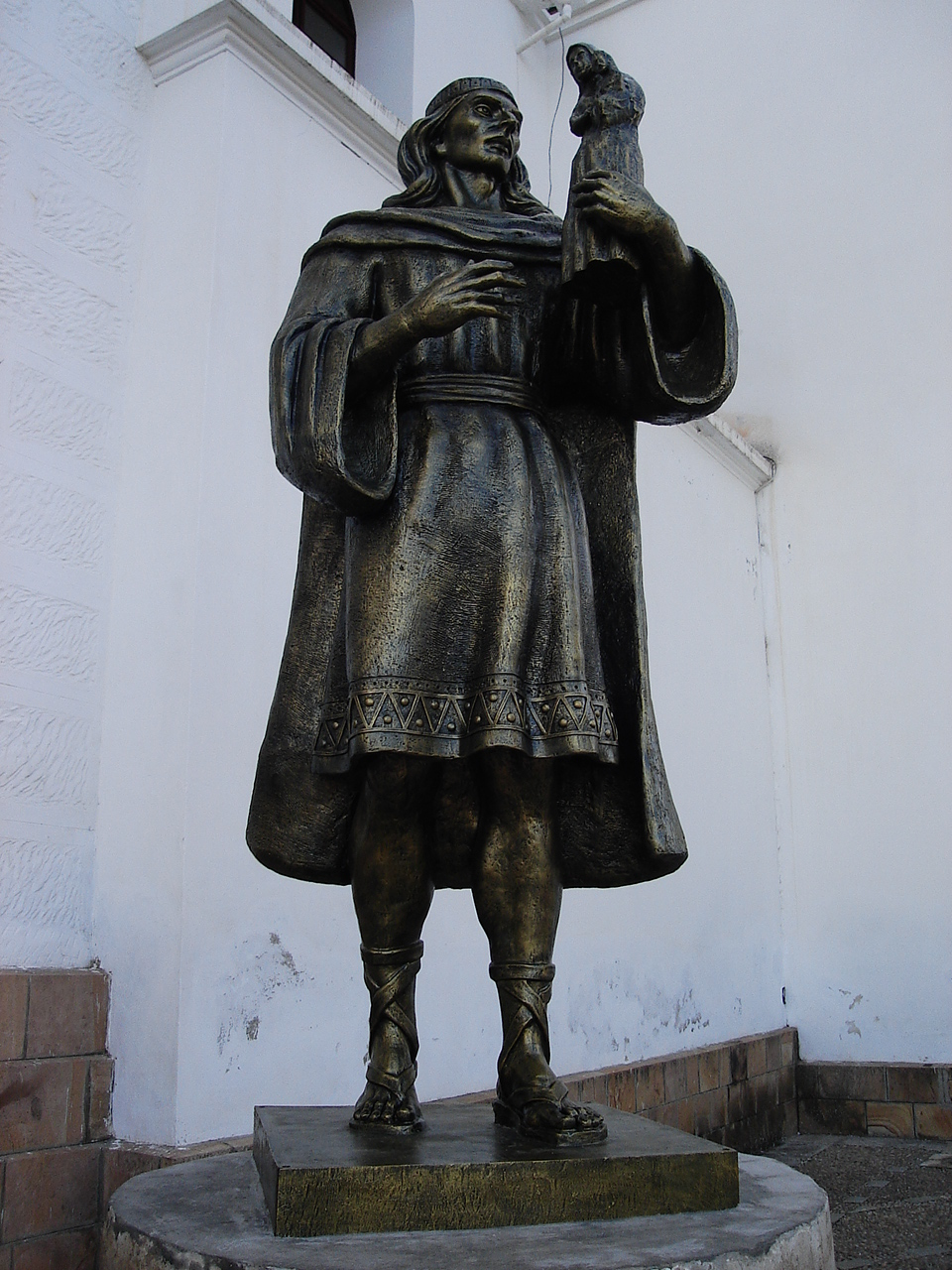
Estátua na Igreja Nossa Senhora de Copacabana.
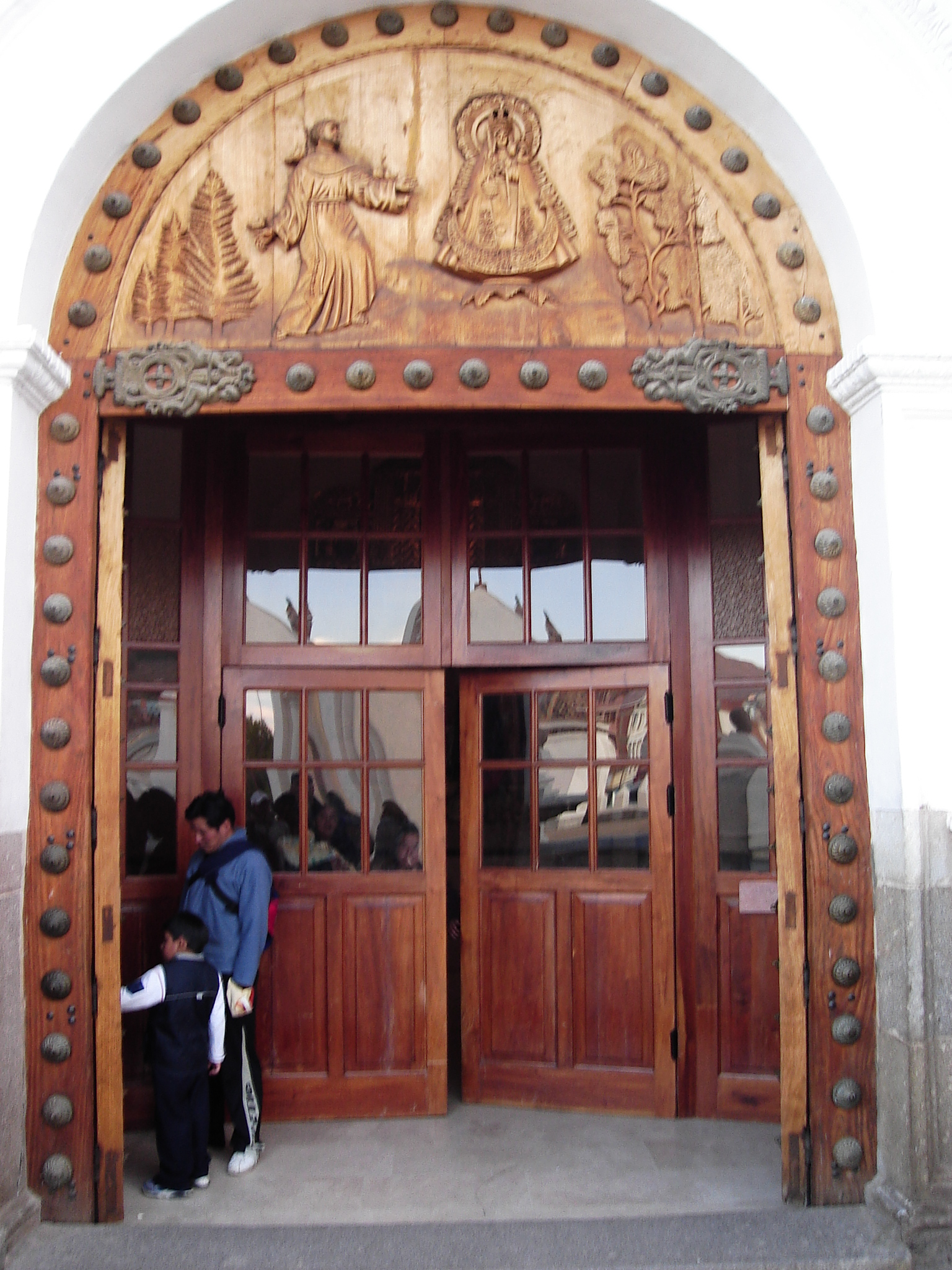
Porta da igreja Nossa Senhora de Copacabana.
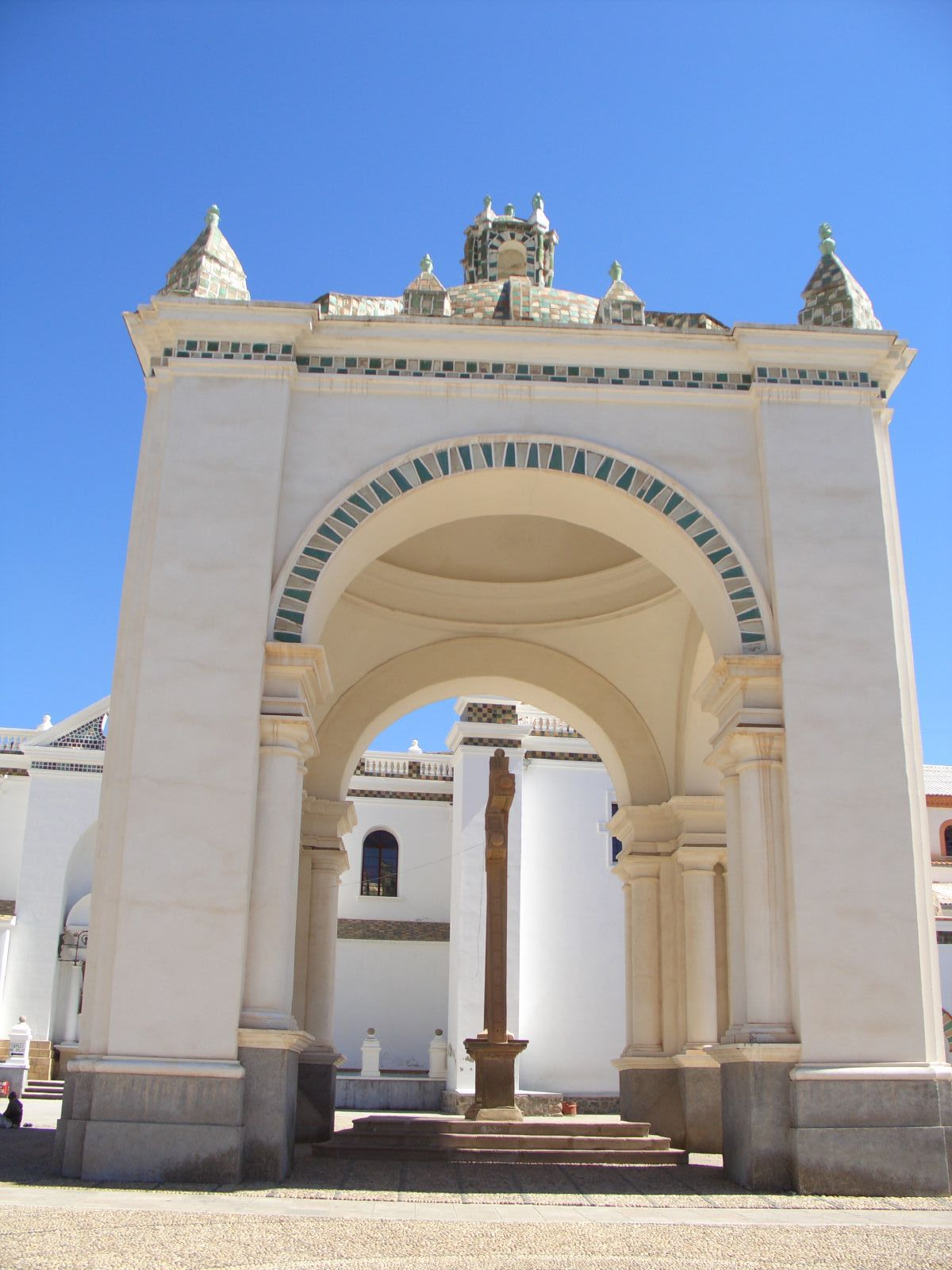
Cruz da Igreja Nossa Senhora de Copacabana
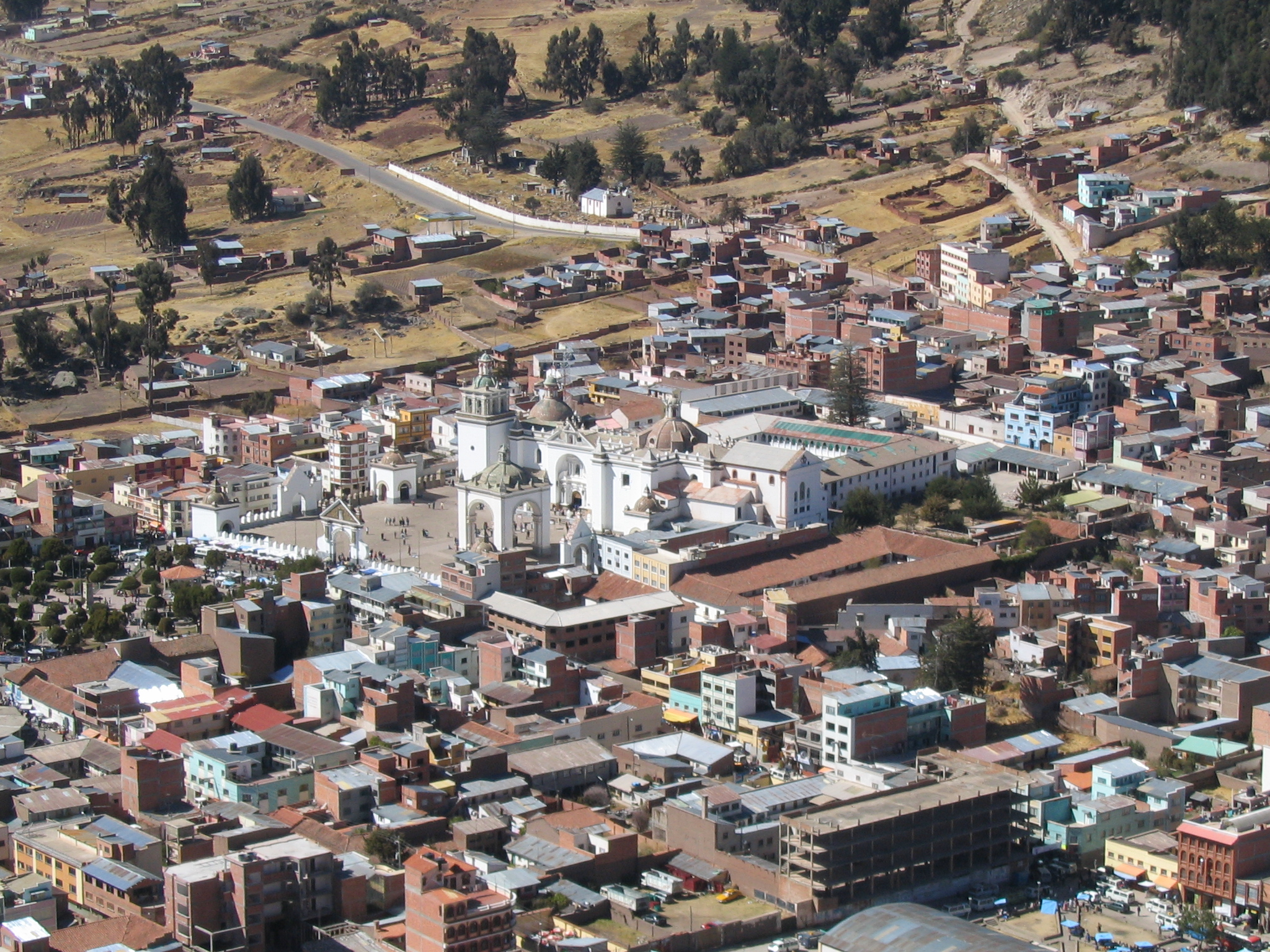
Igreja Nossa Senhora de Copacabana, vista do Morro do Calvário.
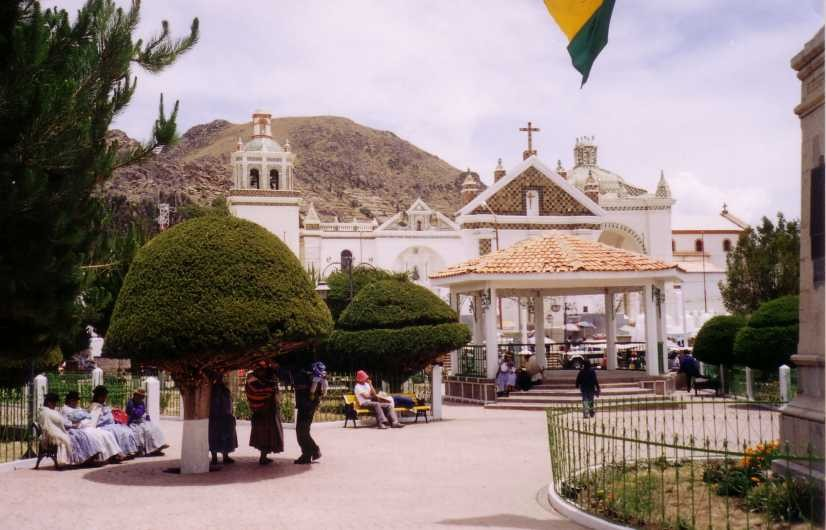
Igreja Nossa Senhora de Copacabana, vista da praça da cidade.